# Alleenstaande bomen in de wind
Alleenstaande bomen in de wind is een hoorspel van Jürgen Becker. Einzelne Bäume im Wind werd op 31 mei 1972 door de Westdeutscher Rundfunk uitgezonden. Marguerite Rambonnet vertaalde het en de NCRV zond het uit op zondag 6 januari 1974. De regisseur was Ab van Eyk. Het hoorspel duurde 42 minuten.

## Rolbezetting
- Frans Somers
- Ad Fernhout
- Corry van der Linden
- Ine Veen
- Maria Lindes
- Nienke Jaarsma
- Dick Swidde
- Tonny Foletta
- Rolien Numan
- Arnout Eikeboom
- Manfred van Eyk

## Inhoud
Jürgen Becker toont wijzen van afhankelijkheid die in het systeem van onze communicatie vervat liggen. Hij schrijft daarover: 'Als men vraagt, verwacht men een antwoord; als men roept, roept men iemand; als men spreekt, heeft men een partner, een toegesprokene. In dit hoorspel ontbreken ze, de antwoordenden, de aangeroepenen, de partners, zodat de stemmen in dit hoorspel slechts in monologen optreden, weliswaar in onvrijwillige monologen, want telkens is er aan een partner gedacht, is er een partner bedoeld. Toch blijft hij stom, waardoor de stemmen hier voortdurend toestanden van vereenzaming, van isolatie demonstreren...’